# Forum Cinemas

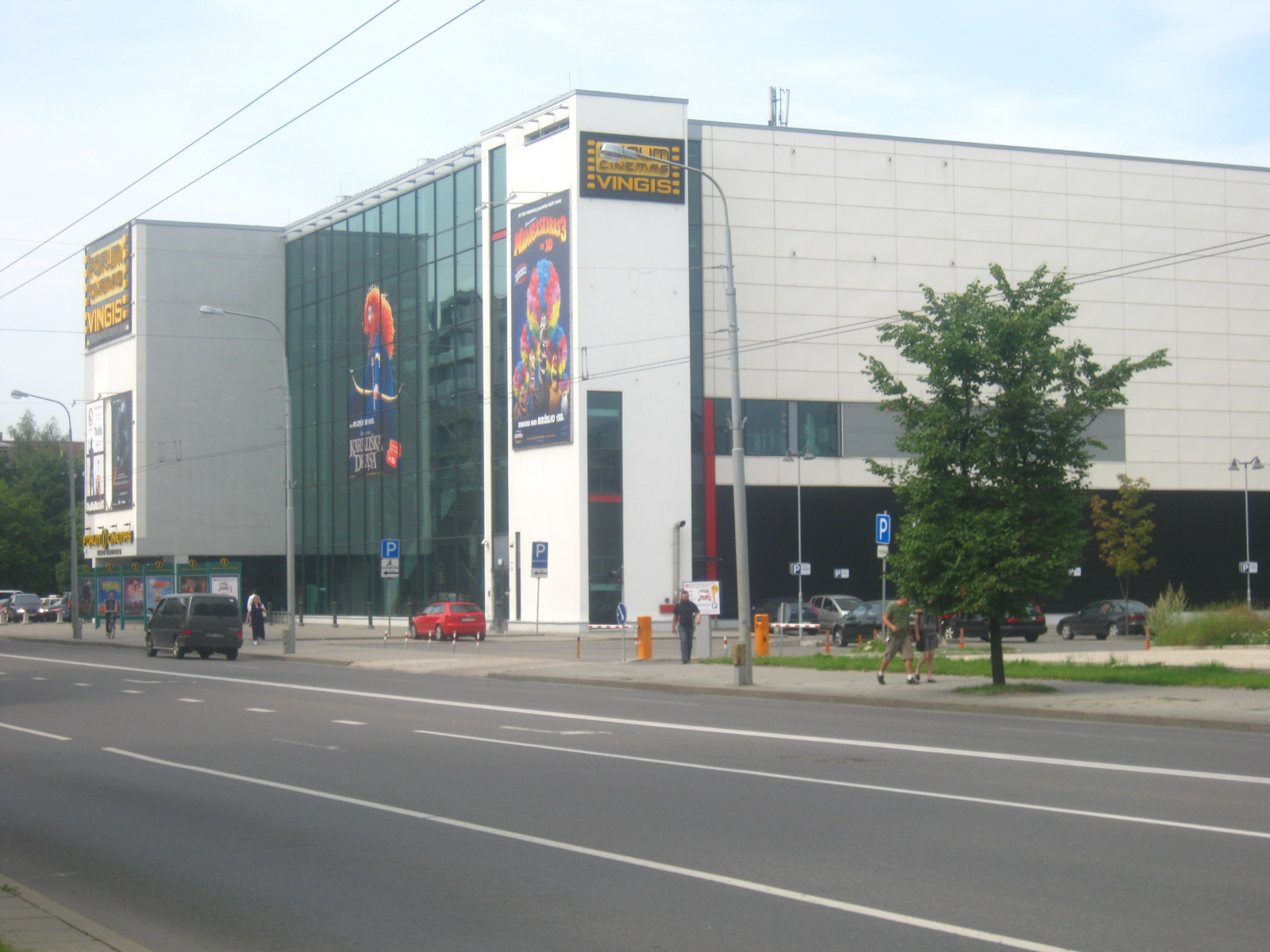
Forum Cinemas (Vingis)

Das Forum Cinemas ist eine Filmgesellschaft in Litauen. Der Hauptsitz des Unternehmens befindet sich in Vilnius, bei Savanorių prospektas in Naujamiestis. Das Unternehmen mit 135 Mitarbeitern wird vom Direktor Arūnas Baltrušaitis  geleitet. Es wurde  1954 als das Kino-Theater „Vingis“ gegründet. Forum Cinemas verwaltet die Kinos in Vilnius (8 Kinos mit 1585 Sitzplätzen), Kaunas (7 Kinos mit 1370 Sitzplätzen), Klaipėda, Šiauliai und Panevėžys. Es gibt DTS-Technologie. Die Kette gehört der Mediengruppe Bonnier (Schweden).